# Blakkayo
Blakkayo est un auteur compositeur interprète star de la musique Mauricienne. Il est une icône du seggae (style musical originaire de l’Île, fusion du reggae et du séga).

## Biographie
De son vrai nom Jean Clario Gateaux, il est né en 1978 à Goodlands, Ile Maurice. Il grandit dans le quartier difficile de Roche Bois avant de s'installer à l'adolescence dans le quartier de Plaisance à Rose Hill. Passionné de danse, de chant et de freestyle, il rencontre Bruno Raya et Dagger Kkilla, autres figures emblématiques du quartier ; nait alors le groupe Street Brothers qui deviendra Otentikk Street Brothers. Il est désormais installé dans l'est de l'Ile Maurice à Bois d'Oiseau Flacq, et poursuit son aventure musicale.

## Carrière

### OSB Crew
Le groupe est initialement créé sous le nom de Street Brothers, par Bruno Raya (Master Kool B), son frère Kenny et Jérôme Chamtyoo en 1994. Ils sortent leur premier album "Ragga Kreol" qui est un véritable succès et s'écoule à 35 000 exemplaires. Blakkayo rejoint la formation en 1996 sur l'album "Expressyon Libere". Le groupe est alors rebaptisé Otentikk Street Brothers et se produit partout dans l'île, fréquemment accompagné par d'autres artistes sur scène et notamment Kaya, la légende du Seggae Mauricien en 98 à Chamarel.
En 2000, Pascal Ferdinand (Dagger Kkilla) et Kensley Lafolle (Tikkenzo ) se joignent à l'équipe. OSB Crew sort alors son troisième album "Nou Ki La", suivi de "Revey Twa" en 2004. Ce dernier les propulsera sur la scène internationale avec une tournée européenne en 2007,. Le Summerjam Festival en Allemagne restera l'une des prestations les plus mémorables de ce passage en Europe,. OSB co Ltd dirigé par les frères RayaIl fonde notamment les festivals Reggae Donn Sa où se produit le groupe, qui réunissent à chaque édition des foules considérables. Chacun poursuit ensuite une carrière solo mais le groupe se reformera à plusieurs reprises et notamment 30 ans après,,,.

### Carrière Solo: Orizinal Blakkayo
Sa carrière solo débute en parallèle d'OSB avec la sortie en 2000  de "Tchek to life", qui rencontre un succès immédiat. Cela le conforte dans son choix de carrière et il décide alors de vivre de sa musique.
Suivent en 2003 "Xterminator", et "Love N Respect" en 2009, qui, dans la lignée du premier album s'inscrivent désormais dans le patrimoine musical seggae.

### Autres Formations
Blakkayo est le chef de file du collectif musical Kaz Bad qui rassemble des artistes de différents groupes et qui leur permet d'explorer d'autres univers musicaux.

### Soz Serye
Douze ans après le précédent, son quatrième album solo sort en novembre 2020. Soz Serye, le titre de l'opus, dont le lancement a été plusieurs fois perturbé par la pandémie de covid, est un évènement majeur dans le milieu musical mauricien,. Le double album compte vingt titres et bon nombre de pointures internationales ont collaboré en post production (Jean Alain Roussel, qui a arrangé des titres de Bob Marley, The Police, ou encore Cat Stevens, parmi d'autres). L'album rencontre immédiatement un immense succès et obtient plusieurs récompenses. Il permet à nouveau à l'artiste de s'exporter et d'offrir une fenêtre internationale à l'ile Maurice, notamment à l'Iomma et au Sakifo de l'ile de la Réunion,. Il participe aussi au mythique Reggae Sun Skav Festival en France et a des festivals en Angleterre.

## Engagement
Blakkayo est un chanteur charismatique mais son engagement va au-delà de la scène. Ses paroles, et ses textes en créole Mauricien, évoquent le quotidien de ses compatriotes. La misère, la famille, la foi, l'amitié, la drogue mais aussi des messages politiques,.